# Ingvar Rittsél
Karl Ingvar Rittsél, född 30 juli 1933 i Södertälje stadsförsamling i Stockholms län, död 17 augusti 2019, var en svensk militär.

## Biografi
Rittsél tog officersexamen vid Krigsskolan 1955 och utnämndes samma år till fänrik vid Svea livgarde samma år. Han blev gymnastikdirektör vid Gymnastiska Centralinstitutet 1962, studerade vid Militärhögskolan 1963–1965 och befordrades till kapten i Generalstabskåren 1967. Åren 1968–1970 och 1972–1974 var han avdelningschef vid Värnpliktsverket, 1971 befordrad till major och 1972 till överstelöjtnant, samt 1974–1975 sektionschef där. Åren 1975–1977 var han chef för Värnpliktsverkets huvudkontor. År 1978 befordrades han till överste vid Svea livgarde, varefter han var chef för Östra värnpliktskontoret 1978–1981 och ställföreträdande chef för Värmlands regemente 1981–1983. År 1983 befordrades Rittsél till generalmajor, varpå han var chef för Värnpliktsverket 1983–1994.
Ingvar Rittsél invaldes 1981 som ledamot av Kungliga Krigsvetenskapsakademien.
Rittsél var också ledamot av styrelsen för Svenska Orienteringsförbundet 1970–1986, varav som VU-ordförande 1971–1974, som vice ordförande 1973–1976 och som ordförande 1976–1986. Han var därtill ledamot av styrelsen för internationella orienteringsförbundet 1975–1980, överledningen för 10-mila budkavlen 1967–1982 och Sveriges militära idrottsförbunds ledning för orientering 1969–1976 samt ordförande i stiftelsen Skogssportens gynnare 1986–1991 och ordförande i FBU i Värmland 1986–1993. Från 1994 var Rittsél verksamhetsledare för Jönköpings läns civilförsvarsförbund.